# Georgios Kolettis
Georgios Kolettis, také Georgios Koletis (řec. Γεώργιος Κολέτης nebo Γεώργιος Κωλέττης) byl řecký cyklista, účastník Letních olympijských her 1896 v Athénách, na nichž v závodě na 100 km na dráze získal stříbrnou olympijskou medaili.
O jeho životě nejsou žádná dostupná data. Kolettis se na athénské olympiádě prezentoval ve dvou disciplínách. 8. dubna 1896 nastoupilo 9 závodníků na start závodu na 100 km na dráze, což znamenalo absolvovat 300 kol na olympijském velodromu v Pireu. Závodníci mohli pro udržení tempa a menší únavu použít pomocníky (vodiče), kteří je několik kol potáhli. Pozdějšímu vítězi Léonu Flamengovi tak pomohl jeho kolega Paul Masson. Protože takovou výhodu mohli využít pouze Francouzi a Řekové, ostatní závodníci závod brzy vzdali. Na trati zůstali Flameng a Kolettis, který ale měl zhruba na polovině trati mechanické problémy. Flameng zastavil a počkal, než bude mít soupeř kolo opravené, pak v závodě pokračovali. Nakonec Kolettis zůstal za Flamengem o 11 kol pozadu a získal stříbrnou medaili, bronzová nemohla být udělena.
11. dubna za velmi chladného počasí se jel na velodromu závod na 10 kilometrů. Tentokrát už žádní vodiči nebyli povoleni, Francouzi Paul Masson a Léon Flameng byli nad síly soupeřů, ve 20. kole (tj. asi na 7. kilometru) měli Kolettis a Aristidis Konstantinidis kolizi a oba spadli, oba pak pokračovali, ale Kolettis nakonec závod pro utrpěné zranění vzdal.